# 学校法人高山短期大学

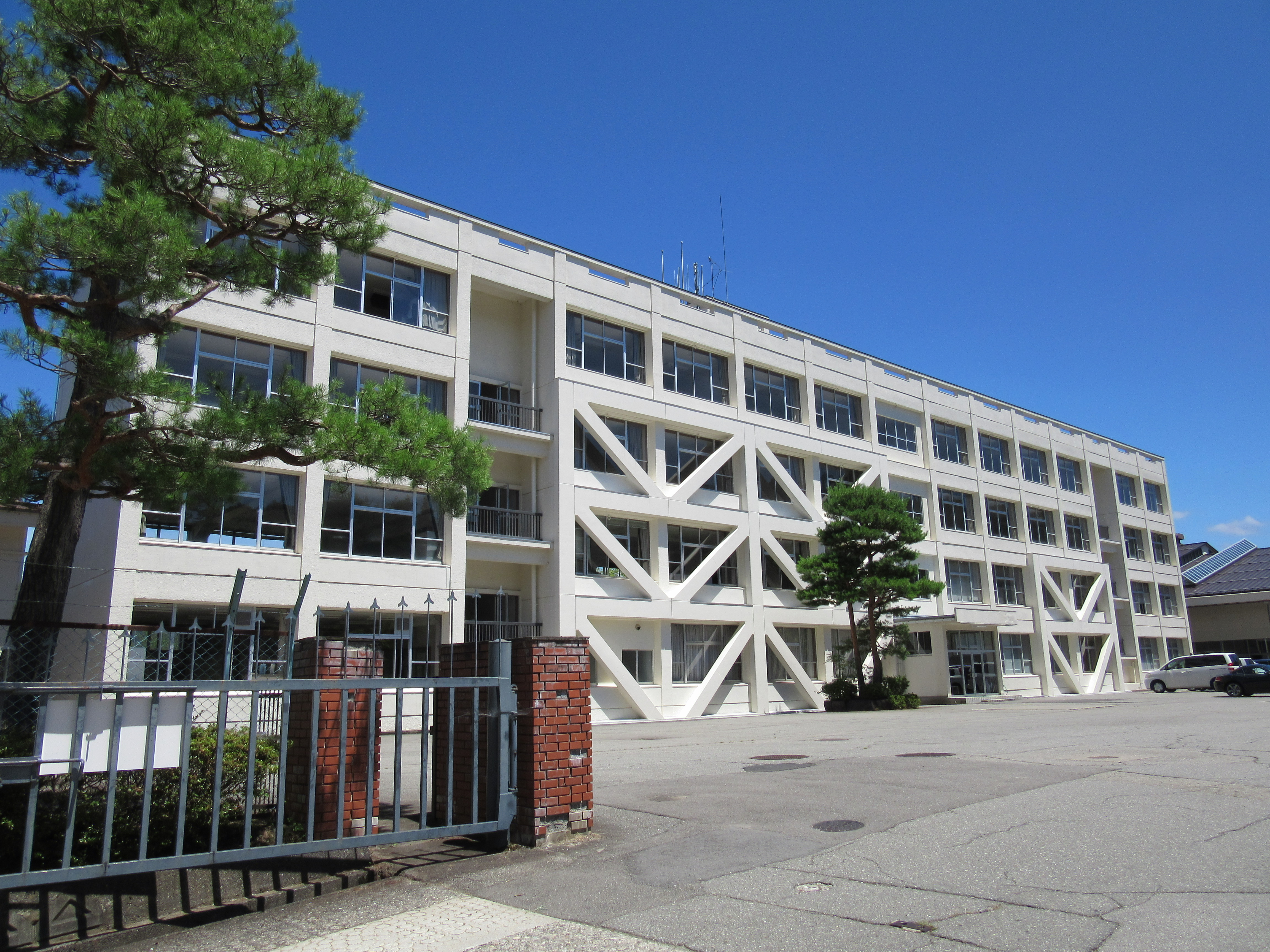
高山自動車短期大学

学校法人高山短期大学（がっこうほうじんたかやまたんきだいがく）とは、岐阜県高山市にある学校法人。短期大学の名称は、2006年4月に高山短期大学から高山自動車短期大学に変更されているが、法人の名称は高山短期大学である。

## 沿革
- 1975年　高山短期大学開学と共に、学校法人成立。
- 1979年　高山短期大学附属幼稚園開園。
- 2006年　高山短期大学が高山自動車短期大学に改称。

## 運営教育施設
- 高山自動車短期大学
- 高山短期大学附属幼稚園